# Markapukyu
 (avril 2020).
Markapukyu (orthographe hispanique Marcapuquio) est un site archéologique au Pérou. Il est situé dans la région de Pasco, province de Pasco, district de Yarusyacán. 